# Tolgahan Acar
Tolgahan Acar (* 4. Juni 1986 in Adana) ist ein türkischer Fußballtorhüter.

## Karriere

### Verein
Tolgahan Acar begann mit dem Vereinsfußball in der Jugend von Çukurova Üniversitesi SK und spielte anschließend für die Jugendmannschaften von Adana Gençlerbirliği und Adanaspor. 2002 wurde er hier Profispieler, spielte aber weitere zwei Spielzeiten für die Jugend- bzw. Reservemannschaften. 2004 geriet Adanaspor in große finanzielle Schwierigkeiten und musste die meisten Spieler abgeben. So wechselte er zum Erstligisten Gaziantepspor. Auch hier spielte er zwei Jahre ausschließlich für die Reservemannschaft.
Zur Saison 2006/07 kam er als Leihgabe zu Adanaspor zurück, welches mittlerweile in der 4. Liga tätig war. Hier erreichte man zum Saisonende die Meisterschaft der TFF 3. Lig und damit den
Aufstieg in die TFF 2. Lig. 2007/08 kehrte er zu Gaziantepspor zurück, fristete aber hier eine halbe Spielzeit ein Reservistendasein. Zur Rückrunde kehrte er als Leihspieler dann wieder zu Adanaspor zurück und stieg als Meister der TFF 2. Lig in die TFF 1. Lig auf. Zur nächsten musste er zu Gaziantepspor zurückkehren und kam bis zur Winterpause auf drei Ligaeinsätze.
Zur Rückrunde wechselte er dann samt Ablöse zu Adanaspor. In der Spielzeit 2009/10 verpasste man den Aufstieg in die Süper Lig erst in der Relegationsphase. In der Spielzeit 2011/12 schaffte er es mit seinem Verein bis ins Playoff-Finale der TFF 1. Lig. Im Finale unterlag man in der Verlängerung Kasımpaşa Istanbul 2:3 und verpasste somit den Aufstieg in die Süper Lig erst in der letzten Begegnung. Für die Rückrunde der Saison 2013/14 wurde Acar an den Drittligisten Göztepe Izmir ausgeliehen.
Im Sommer 2014 wechselte er zum neuen Zweitligisten Altınordu Izmir und zwei Jahre später innerhalb der TFF 1. Lig zu Sivasspor. Nach dem Aufstieg in die Süper Lig blieb er weitere zwei Spielzeiten in Sivas.
Nach 56 Einsätzen wurde Acar zur Saison 2019/20 von Denizlispor verpflichtet.

### Nationalmannschaft
Tolgahan Acar durchlief die türkischen U-19-, U-20 und U-21-Nationalmannschaften.

## Erfolge
Adanaspor
- Meister der TFF 3. Lig und Aufstieg in die TFF 2. Lig: 2006/07
- Meister der TFF 2. Lig und Aufstieg in die TFF 1. Lig: 2007/08

Sivasspor
- Meister der TFF 1. Lig und Aufstieg in die Süper Lig: 2016/17